# Surfe nos Jogos Olímpicos de Verão de 2020 - Masculino
A competição masculina do surfe nos Jogos Olímpicos de Verão de 2020 foi realizada entre 25 e 27 de julho de 2021 nas águas da Praia de Tsurigasaki, em Chiba, localizada a cerca de 64 km de Tóquio. Um total de 19 surfistas de 13 Comitês Olímpicos Nacionais (CON) participaram do evento.
Com a previsão de um tufão para a região de Chiba, foi decidido pela antecipação da final tanto do masculino quanto do feminino para 25 de julho. O brasileiro Ítalo Ferreira foi o medalhista de ouro do evento, seguido do japonês Kanoa Igarashi com a prata e Owen Wright, da Austrália, com o bronze.

## Qualificação
As vagas foram alocadas para os competidores nos seguintes eventos, sendo que um máximo de dois homens por Comitê Olímpico Nacional (CON) poderia se classificar:
- World Surf League de 2019: os dez homens melhores ranqueados receberam as vagas.
- Jogos Mundiais da ISA de 2019: os melhores colocados de cada continente, à exceção das Américas, receberam uma vaga.
- Jogos Pan-Americanos de 2019: o vencedor do evento masculino recebeu uma vaga.
- Jogos Mundiais da ISA de 2021: os quatro melhores homens receberam vagas. Se um CON qualificar mais do que o máximo de vagas, os Jogos Mundiais de Surfe de 2021 prevaleceriam sobre as vagas conquistadas em 2019 e seriam redistribuídas para os surfistas melhores colocados.
- País-sede: o Japão teve direito a uma vaga. Se ao menos um surfista japonês conseguisse a qualificação em outros eventos, a vaga deveria ser realocada para o melhor surfista elegível nos Jogos Mundiais da ISA de 2021.

## Formato
A competição consistiu em seis rodadas:
- Rodada 1: 5 baterias de 4 surfistas cada; os 2 primeiros em cada bateria (10 no total) avançam para a rodada 3, enquanto os outros 2 de cada bateria (10 no total) vão para a rodada 2 (essencialmente uma repescagem);
- Rodada 2: 2 baterias de 5 surfistas cada; os 3 primeiros em cada bateria (6 no total) avançam para a rodada 3, enquanto os outros 2 em cada bateria (4 no total) são eliminados;
- Rodada 3: a competição eliminatória frente a frente começa com esta rodada de 16 (8 baterias de 2 surfistas cada; o vencedor avança, o perdedor é eliminado);
- Quartas de final;
- Semifinais;
- Finais (disputa pelas medalhas).

A duração de cada bateria (20 a 35 minutos) e o número máximo de ondas que cada competidor pode surfar são determinados pelo diretor técnico antes do dia da competição. A pontuação para cada onda é de 0 a 10, com as duas melhores ondas para cada surfista contando. As pontuações são baseadas na dificuldade das manobras realizadas, inovação e progressão, variedade, combinação, velocidade, potência e fluxo de cada manobra.

## Calendário
As datas da competição eram provisórias, acontecendo numa janela de 4 dias entre 25 e 29 de julho, sujeita a alterações devida às condições das ondas.
Horário local (UTC+9)
| Dia                 | Horário | Fase             |
| ------------------- | ------- | ---------------- |
| 25 de julho de 2021 | 7:00    | Rodada 1         |
| 25 de julho de 2021 | 7:00    | Rodada 2         |
| 26 de julho de 2021 | 7:00    | Rodada 3         |
| 27 de julho de 2021 | 7:00    | Quartas de final |
| 27 de julho de 2021 | 7:00    | Semifinais       |
| 27 de julho de 2021 | 8:00    | Final            |

## Medalhistas

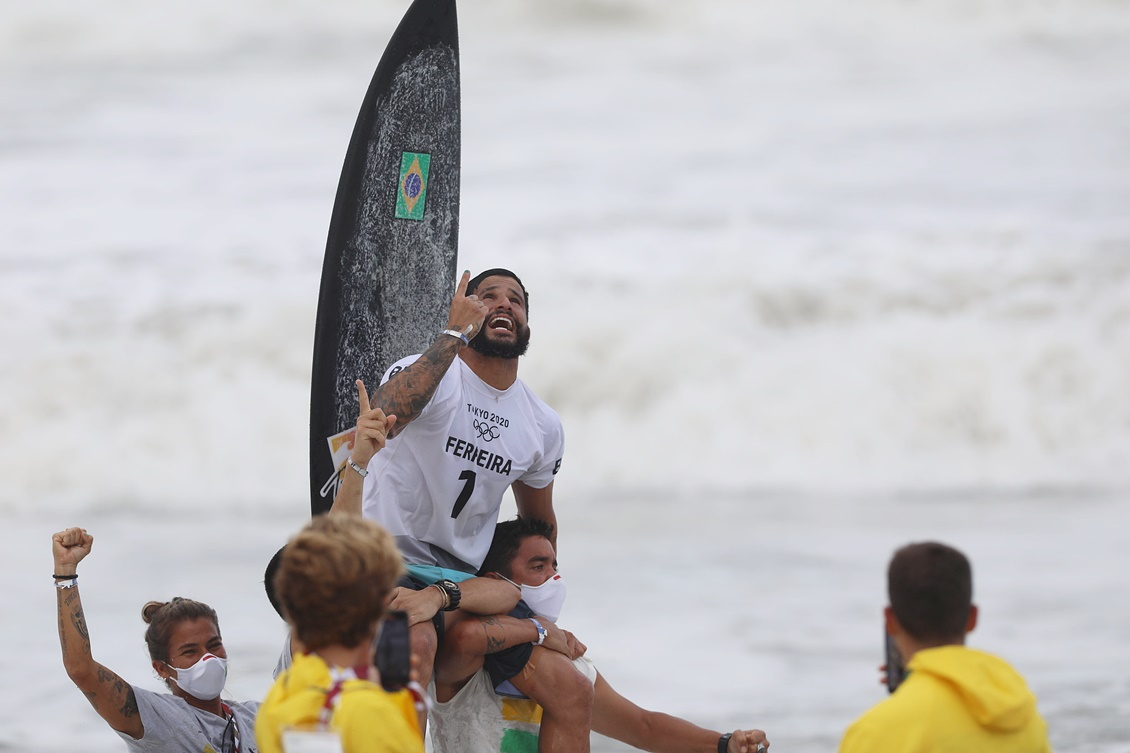
Comemoração de Ítalo Ferreira após a conquista da medalha de ouro

| Ouro   | BRA Ítalo Ferreira |
| Prata  | JPN Kanoa Igarashi |
| Bronze | AUS Owen Wright    |

## Resultados

### Rodada 1
A primeira rodada não é eliminatória. Os dois melhores surfistas de cada bateria avançam diretamente para a rodada 3, enquanto os surfistas restantes se classificaram para a rodada 2.
Bateria 1
| Pos. | Surfista            | CON           | Pontuação total | Notas |
| ---- | ------------------- | ------------- | --------------- | ----- |
| 1    | Ítalo Ferreira      | BRA Brasil    | 13.67           | R3    |
| 2    | Hiroto Ohhara       | JPN Japão     | 11.40           | R3    |
| 3    | Leonardo Fioravanti | ITA Itália    | 9.43            | R2    |
| 4    | Leandro Usuna       | ARG Argentina | 8.27            | R2    |

Bateria 2
| Pos. | Surfista        | CON               | Pontuação total | Notas |
| ---- | --------------- | ----------------- | --------------- | ----- |
| 1    | Kanoa Igarashi  | JPN Japão         | 12.77           | R3    |
| 2    | Miguel Tudela   | PER Peru          | 10.67           | R3    |
| 3    | Billy Stairmand | NZL Nova Zelândia | 9.97            | R2    |
| 4    | Jérémy Florès   | FRA França        | 7.63            | R2    |

Bateria 3
| Pos. | Surfista      | CON                | Pontuação total | Notas |
| ---- | ------------- | ------------------ | --------------- | ----- |
| 1    | Lucca Mesinas | PER Peru           | 11.40           | R3    |
| 2    | Kolohe Andino | USA Estados Unidos | 10.27           | R3    |
| 3    | Rio Waida     | INA Indonésia      | 9.96            | R2    |
| 4    | Julian Wilson | AUS Austrália      | 8.77            | R2    |

Bateria 4
| Pos. | Surfista           | CON                | Pontuação total | Notas |
| ---- | ------------------ | ------------------ | --------------- | ----- |
| 1    | Owen Wright        | AUS Austrália      | 10.40           | R3    |
| 2    | Ramzi Boukhiam     | MAR Marrocos       | 10.23           | R3    |
| 3    | John John Florence | USA Estados Unidos | 8.37            | R2    |
| 4    | Manuel Selman      | CHI Chile          | 6.20            | R2    |

Bateria 5
Frederico Morais, de Portugal, originalmente estava qualificado, mas testou positivo para COVID-19 pouco antes do início dos Jogos e desistiu. Carlos Muñoz, da Costa Rica, foi nomeado como substituto, mas não pôde comparecer à bateria.
| Pos. | Surfista       | CON            | Pontuação total | Notas |
| ---- | -------------- | -------------- | --------------- | ----- |
| 1    | Gabriel Medina | BRA Brasil     | 12.23           | R3    |
| 2    | Michel Bourez  | FRA França     | 10.10           | R3    |
| 3    | Leon Glatzer   | GER Alemanha   | 10.00           | R2    |
| 4    | Carlos Muñoz   | CRC Costa Rica | DNS             | R2    |

### Rodada 2
Os três melhores surfistas de cada bateria avançam para a rodada 3 e os restantes são eliminados.
Bateria 1
| Pos. | Surfista           | CON                | Pontuação total | Notas |
| ---- | ------------------ | ------------------ | --------------- | ----- |
| 1    | John John Florence | USA Estados Unidos | 12.77           | R3    |
| 2    | Rio Waida          | INA Indonésia      | 11.53           | R3    |
| 3    | Billy Stairmand    | NZL Nova Zelândia  | 11.34           | R3    |
| 4    | Manuel Selman      | CHI Chile          | 9.74            |       |
| 5    | Carlos Muñoz       | CRC Costa Rica     | DNS             |       |

Bateria 2
| Pos. | Surfista            | CON           | Pontuação total | Notas |
| ---- | ------------------- | ------------- | --------------- | ----- |
| 1    | Leonardo Fioravanti | ITA Itália    | 12.53           | R3    |
| 2    | Jérémy Florès       | FRA França    | 11.37           | R3    |
| 3    | Julian Wilson       | AUS Austrália | 11.27           | R3    |
| 4    | Leon Glatzer        | GER Alemanha  | 10.43           |       |
| 5    | Leandro Usuna       | ARG Argentina | 9.67            |       |

### Fase eliminatória
O vencedor de cada bateria eliminatória se classifica para a fase seguinte, até a definição dos medalhistas.
|  | Rodada 3                | Rodada 3           |                    |       | Quartas de final    | Quartas de final    |  |  | Semifinais | Semifinais |  |  | Final | Final |
|  |                         |                    |                    |       |                     |                     |  |  |            |            |  |  |       |       |
|  |                         |                    |                    |       |                     |                     |  |  |            |            |  |  |       |       |
|  |                         |                    |                    |       |                     |                     |  |  |            |            |  |  |       |       |
|  | JPN Kanoa Igarashi      | 14.00              |                    |       |                     |                     |  |  |            |            |  |  |       |       |
|  | JPN Kanoa Igarashi      | 14.00              |                    |       |                     |                     |  |  |            |            |  |  |       |       |
|  | INA Rio Waida           | 12.00              |                    |       |                     |                     |  |  |            |            |  |  |       |       |
|  | INA Rio Waida           | 12.00              | JPN Kanoa Igarashi | 12.60 |                     |                     |  |  |            |            |  |  |       |       |
|  |                         |                    | JPN Kanoa Igarashi | 12.60 |                     |                     |  |  |            |            |  |  |       |       |
|  |                         | USA Kolohe Andino  | 11.00              |       |                     |                     |  |  |            |            |  |  |       |       |
|  | USA Kolohe Andino       | USA Kolohe Andino  | 11.00              | 14.83 |                     |                     |  |  |            |            |  |  |       |       |
|  | USA Kolohe Andino       |                    |                    | 14.83 |                     |                     |  |  |            |            |  |  |       |       |
|  | USA John John Florence  | 11.60              |                    |       |                     |                     |  |  |            |            |  |  |       |       |
|  | USA John John Florence  | 11.60              | JPN Kanoa Igarashi | 17.00 |                     |                     |  |  |            |            |  |  |       |       |
|  |                         |                    | JPN Kanoa Igarashi | 17.00 |                     |                     |  |  |            |            |  |  |       |       |
|  |                         | BRA Gabriel Medina | 16.76              |       |                     |                     |  |  |            |            |  |  |       |       |
|  | FRA Michel Bourez       | BRA Gabriel Medina | 16.76              | 12.43 |                     |                     |  |  |            |            |  |  |       |       |
|  | FRA Michel Bourez       |                    |                    | 12.43 |                     |                     |  |  |            |            |  |  |       |       |
|  | MAR Ramzi Boukhiam      | 9.40               |                    |       |                     |                     |  |  |            |            |  |  |       |       |
|  | MAR Ramzi Boukhiam      | 9.40               | FRA Michel Bourez  | 13.66 |                     |                     |  |  |            |            |  |  |       |       |
|  |                         |                    | FRA Michel Bourez  | 13.66 |                     |                     |  |  |            |            |  |  |       |       |
|  |                         | BRA Gabriel Medina | 15.33              |       |                     |                     |  |  |            |            |  |  |       |       |
|  | BRA Gabriel Medina      | BRA Gabriel Medina | 15.33              | 14.33 |                     |                     |  |  |            |            |  |  |       |       |
|  | BRA Gabriel Medina      |                    |                    | 14.33 |                     |                     |  |  |            |            |  |  |       |       |
|  | AUS Julian Wilson       | 13.00              |                    |       |                     |                     |  |  |            |            |  |  |       |       |
|  | AUS Julian Wilson       | 13.00              | JPN Kanoa Igarashi | 6.60  |                     |                     |  |  |            |            |  |  |       |       |
|  |                         |                    | JPN Kanoa Igarashi | 6.60  |                     |                     |  |  |            |            |  |  |       |       |
|  |                         | BRA Ítalo Ferreira | 15.14              |       |                     |                     |  |  |            |            |  |  |       |       |
|  | BRA Ítalo Ferreira      | BRA Ítalo Ferreira | 15.14              | 14.54 |                     |                     |  |  |            |            |  |  |       |       |
|  | BRA Ítalo Ferreira      |                    |                    | 14.54 |                     |                     |  |  |            |            |  |  |       |       |
|  | NZL Billy Stairmand     | 9.67               |                    |       |                     |                     |  |  |            |            |  |  |       |       |
|  | NZL Billy Stairmand     | 9.67               | BRA Ítalo Ferreira | 16.30 |                     |                     |  |  |            |            |  |  |       |       |
|  |                         |                    | BRA Ítalo Ferreira | 16.30 |                     |                     |  |  |            |            |  |  |       |       |
|  |                         | JPN Hiroto Ohhara  | 11.90              |       |                     |                     |  |  |            |            |  |  |       |       |
|  | JPN Hiroto Ohhara       | JPN Hiroto Ohhara  | 11.90              | 10.00 |                     |                     |  |  |            |            |  |  |       |       |
|  | JPN Hiroto Ohhara       |                    |                    | 10.00 |                     |                     |  |  |            |            |  |  |       |       |
|  | PER Miguel Tudela       | 9.63               |                    |       |                     |                     |  |  |            |            |  |  |       |       |
|  | PER Miguel Tudela       | 9.63               | BRA Ítalo Ferreira | 13.17 |                     |                     |  |  |            |            |  |  |       |       |
|  |                         |                    | BRA Ítalo Ferreira | 13.17 |                     |                     |  |  |            |            |  |  |       |       |
|  |                         | AUS Owen Wright    | 12.47              |       | Disputa pelo bronze | Disputa pelo bronze |  |  |            |            |  |  |       |       |
|  | PER Lucca Mesinas       | AUS Owen Wright    | 12.47              | 10.77 | Disputa pelo bronze | Disputa pelo bronze |  |  |            |            |  |  |       |       |
|  | PER Lucca Mesinas       |                    |                    | 10.77 |                     |                     |  |  |            |            |  |  |       |       |
|  | ITA Leonardo Fioravanti | 8.86               |                    |       |                     |                     |  |  |            |            |  |  |       |       |
|  | ITA Leonardo Fioravanti | 8.86               | PER Lucca Mesinas  | 7.83  | BRA Gabriel Medina  | 11.77               |  |  |            |            |  |  |       |       |
|  |                         |                    | PER Lucca Mesinas  | 7.83  | BRA Gabriel Medina  | 11.77               |  |  |            |            |  |  |       |       |
|  |                         | AUS Owen Wright    | 12.74              |       | AUS Owen Wright     | 11.97               |  |  |            |            |  |  |       |       |
|  | AUS Owen Wright         | AUS Owen Wright    | 12.74              | 15.00 | AUS Owen Wright     | 11.97               |  |  |            |            |  |  |       |       |
|  | AUS Owen Wright         |                    |                    | 15.00 |                     |                     |  |  |            |            |  |  |       |       |
|  | FRA Jérémy Florès       | 12.90              |                    |       |                     |                     |  |  |            |            |  |  |       |       |
|  | FRA Jérémy Florès       | 12.90              |                    |       |                     |                     |  |  |            |            |  |  |       |       |